# 老大房镇
老大房镇，是中华人民共和国辽宁省沈阳市辽中区下辖的一个乡镇级行政单位。

## 行政区划
老大房镇下辖以下地区：
后鸭鸡房村、灰山村、孟家村、未家村、高家村、东屯村、大树林村、老观村、腰街村、老大房村和佳和村。

## 历史

### 中華民國北洋政府时期
1925年（民国14年）12月25日，奉系军阀将领郭松龄和夫人韩淑秀在老大房被就地枪决。